# Dirk Lotsy
Dirk Nicolaas Lotsij (Dordrecht, 3 de julho de 1882 - 27 de março de 1965) foi um futebolista neerlandês, medalhista olímpico.
Dirk Lotsy competiu nos Jogos Olímpicos de Verão de 1912 em Estocolmo. Ele ganhou a medalha de bronze.